# Melanerpes cruentatus
Melanerpes cruentatus là một loài chim trong họ Picidae.